# Alto Alegre dos Parecis
Alto Alegre dos Parecis – miasto i gmina w Brazylii, w stanie Rondônia. Znajduje się w mezoregionie Leste Rondoniense i mikroregionie Cacoal.